# Voo Japan Airlines 516
O Voo Japan Airlines 516 foi um voo doméstico regular da Japan Airlines do Aeroporto de Chitose, em Sapporo para o Aeroporto de Haneda, em Tóquio. Em 2 de janeiro de 2024, às 17h47min JST (08h47min UTC), o Airbus A350 que operava o voo colidiu com um De Havilland Canada Dash-8, da Guarda Costeira do Japão em solo e pegou fogo durante o pouso.
As imagens mostram fogo saindo do centro da aeronave com o avião inclinado para frente. Outro vídeo mostra a aeronave completamente envolvida em chamas, com as asas permanecendo intactas. Todos os 367 passageiros e 12 membros da tripulação foram evacuados de acordo com a companhia aérea. Segundo a Guarda Costeira do Japão, havia seis ocupantes na aeronave da Guarda Costeira; um conseguiu escapar enquanto os outros cinco faleceram na colisão. O acidente marca o primeiro incidente grave envolvendo um Airbus A350 e é a primeira perda total desse tipo de aeronave,  e também o primeiro acidente fatal e com perda total envolvendo a Japan Airlines desde o voo 123 em 1985.

## Aeronave e Tripulação
A aeronave envolvida no acidente era um Airbus A350-941, registrada como JA13XJ, com número de série do fabricante 538, equipada com dois motores Rolls-Royce Trent XWB. A aeronave realizou seu primeiro voo em setembro de 2021 e foi entregue à Japan Airlines em novembro de 2021.

A aeronave da Guarda Costeira envolvida era um De Havilland Canada Dash 8-300, registrada como JA722A, com número de série do fabricante 656. O JA722A foi fez seu primeiro voo em novembro de 2007 e foi entregue à Guarda Costeira do Japão em fevereiro de 2009. A aeronave envolvida havia sido danificada no sismo e tsumâmi de Tohoku em 2011 enquanto estava estacionado na rampa do Aeroporto de Sendai e foi a única aeronave danificada no sismo a passar por reparos logo após o desastre.

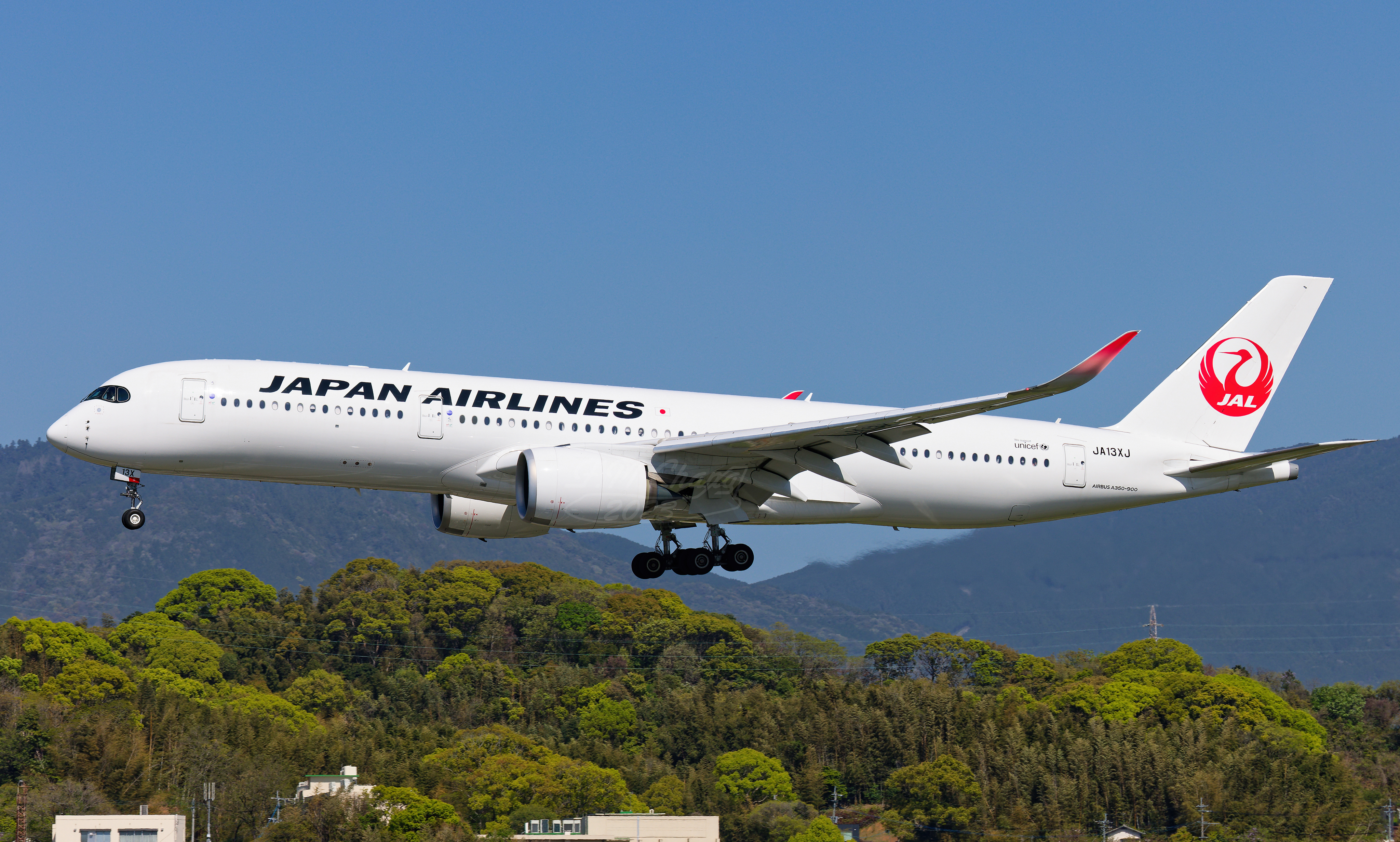
JA13XJ, o Airbus A350 da Japan Airlines envolvido no acidente, em abril de 2023.
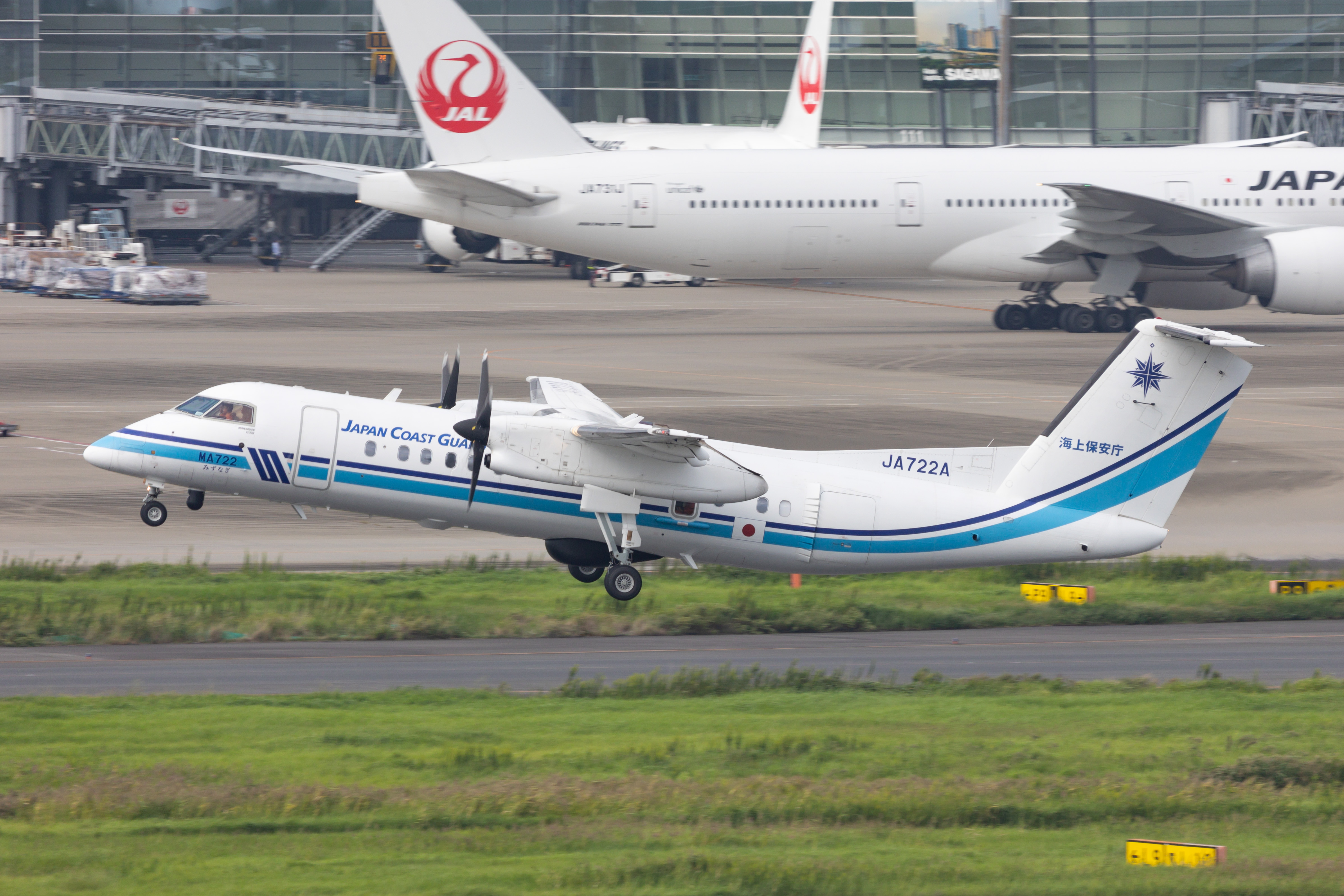
JA722A, o Dash-8 da Guarda Costeira Japonesa envolvido no acidente, em 2023.

## Acidente

Um mapa do Aeroporto Internacional de Tóquio com a localização da colisão e da localização dos destroços de cada aeronave.

O Voo 516 partiu do Aeroporto de Chitose às 16h27min JST (07h27min UTC) em direção a Haneda. A aeronave veio para pouso após o anoitecer em condições normais de clima, com ventos leves e variáveis, visibilidade acima dos 10 km, poucas nuvens à 610 m (2.000 ft) e uma camada de nuvens à 2.700 m (9.000 ft).
Por volta das 17h47 JST (08h47min UTC), enquanto pousava na pista 34R de Haneda, a aeronave colidiu com um DHC-8-315 Dash 8 da Guarda Costeira do Japão - que não contava com um transponder ADS-B  - durante a tentativa de pouso na pista 34R do Aeroporto de Haneda. Uma bola de fogo irrompeu de ambas as aeronaves, com o A350 deixando uma trilha de fogo na pista de quase 1 km até parar totalmente. Bombeiros chegaram no local por volta de três minutos, com 100 viaturas atendendo o chamado. O acidente foi registrado por câmeras de segurança do Terminal 2.
Todos os 367 passageiros e 12 tripulantes no voo 516 foram evacuados pelos escorregadores de evacuação da aeronave. Dentre os passageiros, estavam oito crianças. Quatorze pessoas se feriram no acidente, quatro delas tendo que ser enviadas a hospitais, devido a seus ferimentos. As chamas atingiram a parte ventral da aeronave enquanto pousava, com fumaça adentrando a cabine. O sistema de anuncios da aeronave parou de funcionar durante o acidente, forçando os comissários a passar as instruções aos passageiros via megafones. Foi observado que nenhum passageiros tentou sair da aeronave com sua bagagem de mão, o que acelerou o processo de evacuação. A última pessoa a bordo da aeronave foi evacuada as 18h05min JST (09h05min UTC), 18 minutos após o acidente. De acordo com o Departamento de Bombeiros de Tóquio (TFD), o incêndio havia sido majoritariamente apagado até a meia noite, apesar do fogo ter ruído a célula da aeronave.
Acredita-se que a aeronave da Guarda Costeira do Japão estivesse se preparando para transportar suprimentos para Niigata em resposta ao sismo na Península de Noto de 2024. Esta era uma das quatro aeronaves enviadas pelo governo japonês para prover ajuda nas áreas afetadas pelo sismo. O comandante da aeronave sobreviveu porém, com ferimentos sérios, o restante da tripulação morreu, segundo imprensa local e o Departamento de Bombeiros de Tóquio.

## Consequências

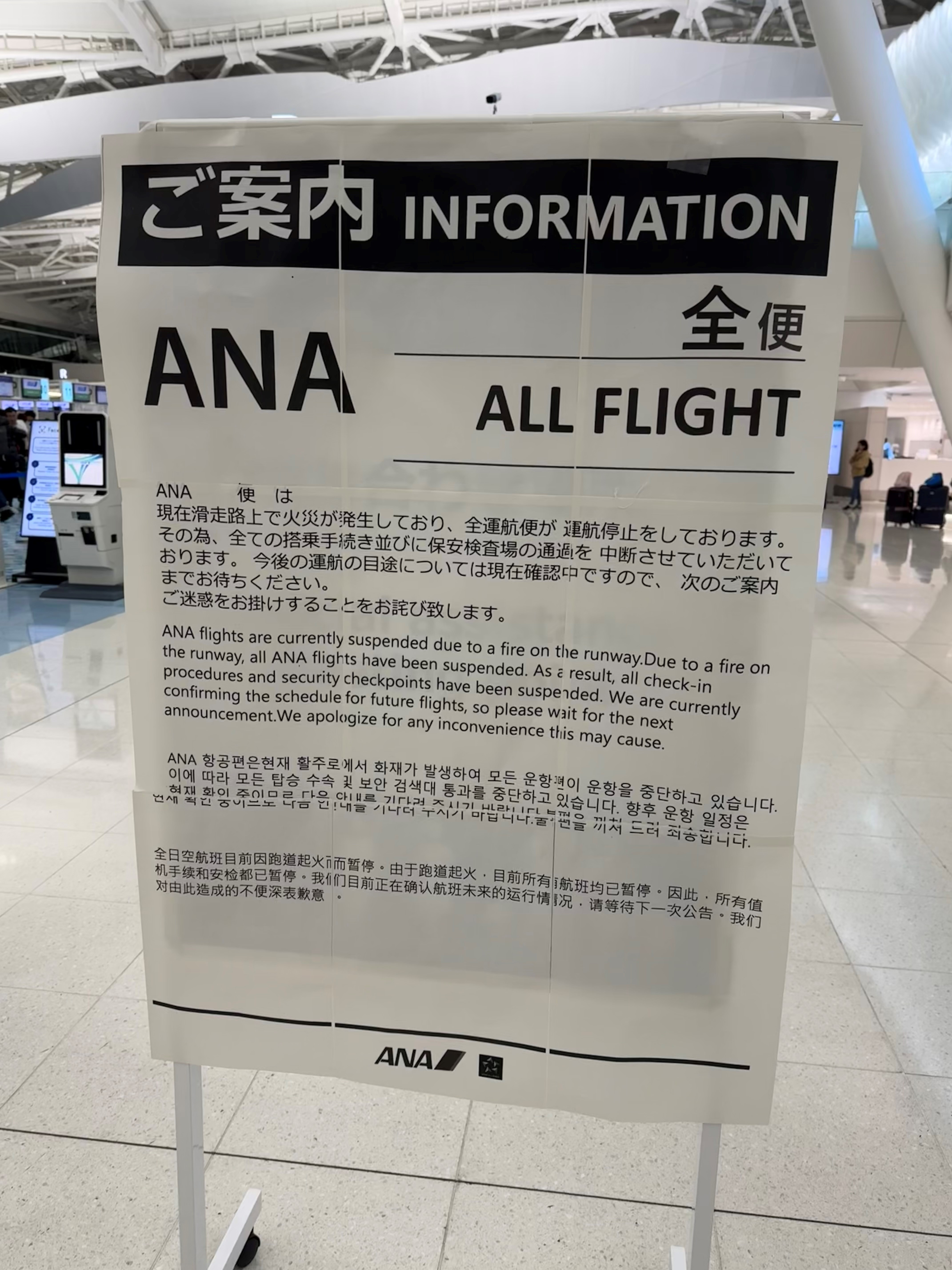
Uma placa indicando a suspensão de todos os voos da ANA no Terminal 2 de Haneda

A aeronave logo atrás do voo 516, o voo Japan Airlines 166 (JAL166), um Boeing 737-800 que estava na aproximação para a pista 34R teve que arremeter a 350 m (1150 ft) e desviar para o Aeroporto Internacional de Narita. Várias outras aeronaves que se encontravam na fila para decolagem de Haneda tiveram que retornar ao terminal após o acidente.
Todas as pistas de Haneda foram temporariamente fechadas logo após o acidente, com muitos voos sendo desviados para Narita, Chūbu Centrair e Kansai. Outros voos foram cancelados devido ao acidente, com a All Nippon Airways (ANA) registrando sozinha 112 cancelamentos para o restante do dia  e a Japan Airlines (JAL) cancelando 116 voos domésticos. Por volta das 21h30min JST (12h30min GMT), três das quatro pistas de Haneda foram reabertas, de acordo com o Ministério de Território, Infraestrutura, Transporte e Turismo japonês (MLIT). 140 voos foram cancelados durante o dia 3 de janeiro, com 20.000 passageiros afetados pelos cancelamentos após o acidente.

## Reações
O primeiro-ministro japonês, Fumio Kishida, prestou condolências aos mortos no acidente, se referindo aos serviços dos mesmos as vítimas do sismo na Península de Noto.
A IATA prestou condolências em sua conta no Twitter aos passageiros e tripulantes de ambas as aeronaves.
A Airbus emitiu um comunicado oficial declarando que enviará equipes para auxiliar as investigações da Japan Transport Safety Board (JTSB) e da Bureau d’Enquêtes et d’Analyses (BEA). No mesmo comunicado, a Airbus declarou que "mais atualizações serão fornecidas assim que informações consolidadas estiverem disponíveis".
A JAL emitiu um comunicado confirmando os eventos do acidente e prestando condolências as famílias e amigos dos cinco mortos no acidente. Também se pediu desculpas pela inconveniência causada aos passageiros, amigos, famílias e todos os envolvidos no acidente, além de garantir que iria auxiliar nas investigações. A JAL também ofereceu reembolsos totais e remarcações gratuitas até o dia 31 de janeiro a todos os passageiros que tinham voos marcados de 2 de janeiro até 1º de abril.

## Investigação
O Japan Transport Safety Board (JTSB) anunciou que havia recuperado os gravadores de voz e dados do Dash-8 da Guarda Costeira, enquanto o do A350 ainda está sendo procurado.
A francesa Bureau d’Enquêtes et d’Analyses (BEA) anunciou em sua conta no Twitter que cooperará com a Airbus durante a investigação. Também foi declarado que serão enviadas equipes para o Japão para investigar o caso.
O MLIT liberou a público as transcrições do controle de tráfego aéreo, cobrindo os últimos 4 minutos e 27 segundos antes do acidente. As transcrições mostraram que os controladores de voo haviam liberado a aeronave da JAL para pousar na pista 34R, enquanto a aeronave da Guarda Costeira foi instruída a se manter na pista de taxi, nas proximidades da cabeceira da pista 34R. Porém, a NHK citou uma fonte que declarou que a aeronave da guarda costeira havia recebido autorização para decolar. Também foi reportado que a polícia japonesa estava investigando possíveis negligências profissionais como causa do acidente.